# 刘家沟遗址
刘家沟遗址，位于山东省烟台市蓬莱市刘家沟镇刘家沟村，是中华人民共和国山东省文物保护单位之一。
1977年12月23日，授予山东省文物保护单位，是一座古遗址。